# Kazimierza Mała
Kazimierza Mała – wieś w Polsce położona w województwie świętokrzyskim, w powiecie kazimierskim, w gminie Kazimierza Wielka.
| SIMC    | Nazwa | Rodzaj    |
| ------- | ----- | --------- |
| 0241809 | Sypów | część wsi |

## Historia Kazimierzy Małej

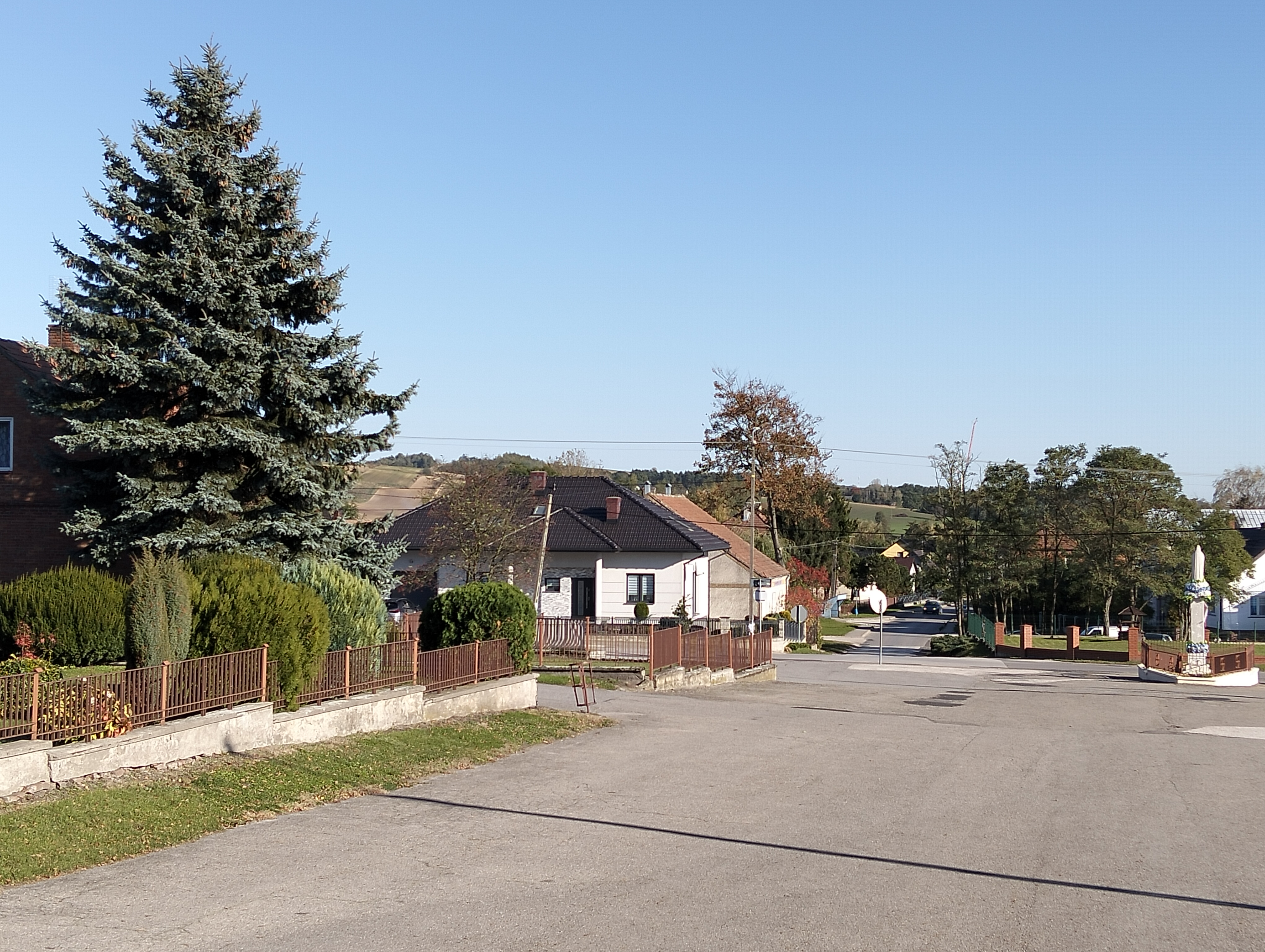
Centrum wsi

Wieś powstała przed 1326 r. Pierwsza wzmianka o wsi pochodzi ze wspomnianego wyżej roku i związana jest z założeniem parafii.
W 1440 r. w Kazimierzy Małej istniał już kościół drewniany. W czasie kiedy właścicielami wsi był ród Szafrańców kościół przejęli kalwini, i jeszcze w 1563 r. pozostał w ich posiadaniu.
Miejscowość związana z działalnością braci polskich. Po 1591 r. Kazimierza Mała była siedzibą braci polskich.
W 1784 r. Kazimierza Mała należąca wówczas do powiatu wiślickiego w województwie sandomierskim była własnością Józefa Radziwiłła, wojewody mińskiego.
Według danych z 1827 r. miejscowość liczyła 297 mieszkańców i 40 domów. Administracyjnie należała do powiatu skalbmierskiego obwodu miechowskiego i województwa krakowskiego.
W 1861 r. mieszkańcy wsi odmówili dalszego wykonywania darmowej pracy zwanej pańszczyzną. Chłostą i aresztem ukarano Tomasza Miarkę.
W 1864 r. na mocy dekretu cara Aleksandra II o uwłaszczeniu włościan zniesiono pańszczyznę.Również na mocy wspomnianego dekretu wieś stała się własnością jej mieszkańców.
Na miejscowym cmentarzu spoczywają członkowie rodziny Slaskich herbu Grzymała, m.in. Władysław Slaski zm. 1847. i Juliusz Slaski zm. w 1916 r.
W latach 1975–1998 miejscowość administracyjnie należała do województwa kieleckiego.

### Kościół
W okresie PRL-u w latach 1958–1973 zbudowano obecny, murowany kościół pw. Wniebowzięcia Najświętszej Marii Panny.
Wcześniej istniały tylko kościoły drewniane. Pierwszy wspomniany jest w 1440 r.
Następny został zbudowany w 1698 roku, gdy proboszczem parafii był Grzegorz Morski. W 1840 roku został wystawiony kolejny kościół drewniany. W 1897 r. przeprowadzono remont budynku. Na jego miejscu stanął wzniesiony w latach 1958–1973 obecny, murowany kościół.
W 1984 r. w skład parafii Kazimierza Mała wchodziły następujące miejscowości:Kazimierza Mała, Broniszów, Cło, Gabułtów, Hołdowiec, Jakuszowice, Wymysłów, Zagorzyce, Zbeltowice i Zięblice.
Już w XV w. Długosz wymieniał istnienie tutaj kościoła pw. Wniebowzięcia NMP, wtedy wieś miała czterech dziedziców: Jakuba i Pawła h. Biberstein, Piotra Pogórskiego i Stanisława Ligenzę. W tym czasie parafia liczyła sobie 2493 wiernych.

## Urodzeni w Kazimierzy Małej
- Tadeusz Jachimowski (1892–1944), ksiądz, dziekan Wojska Polskiego
- Marian Jachimowski (1900–1938), major piechoty Wojska Polskiego, działacz niepodległościowy